# Куускоски, Рейно
Рейно Куускоски (фин. Reino Iisakki Kuuskoski; 18 января 1907, Лоймаа, Великое княжество Финляндское — 27 января 1965, Хельсинки, Финляндия) — государственный и политический деятель Финляндии.

## Биография
По образованию юрист. С 17 ноября 1953 по 5 мая 1954 года был министром юстиции в кабинете С.Туомиоя, с 26 апреля 1958 по 29 августа 1958 — премьер-министром.
Кроме того, в период своей карьеры Куусокси был председателем Верховного административного суда Финляндии, парламентским омбудсменом Финляндии, внёс значительный вклад в развитие финского муниципального законодательства.